# Biblioteca Thomas G. Carpenter
La biblioteca Tomás G. Carpenter es la biblioteca de la Universidad del Norte de Florida. Lleva el nombre de presidente fundador de la universidad, Thomas G. Carpenter.

## Construcción
La construcción en la biblioteca comenzó en 1978, y el edificio fue terminado en 1980. En 2004, 22,5 millones de dólares se invirtieron como parte de un proyecto de renovación, por lo que gracias a este proyecto se vio un crecimiento de la población estudiantil universitaria. Un Starbucks se ha añadido también a un vestíbulo del edificio original. La biblioteca pasó de tener 120 000 pies cuadrados (11 000 m²) a 199 000 metros cuadrados.

## Servicios
Actualmente la biblioteca cuenta con 300 puestos de trabajo públicos, 17 salas de estudio en grupo, 37 cubículos, 21 profesores, 24 personas que sirven de apoyo, más de 1,4 millones de unidades de microformas, más de 800 vídeos, 13 000 revistas electrónicas, más de 52 000 libros electrónicos, y más de 800 000 volúmenes. Los recursos electrónicos están disponibles fuera del campus. Cuenta con Internet inalámbrico gratuito disponible en todo el edificio y ordenadores portátiles están disponibles para el préstamo a los estudiantes actualmente matriculados. El edificio tiene capacidad para 2000 usuarios. La biblioteca también posee los archivos de la universidad y las colecciones.